# Gladbacher HTC
Gladbacher Hockey- und Tennis-Club is een Duitse hockey- en tennisclub uit Mönchengladbach (Noordrijn-Westfalen). De club werd opgericht op 9 mei 1919 en speelt in zwart en rood. Het herenteam komt uit in de Bundesliga en is verschillende keren landskampioen geworden, tevens won de club in 1997 de Europacup II.